# Klaus-Dieter Tschiche

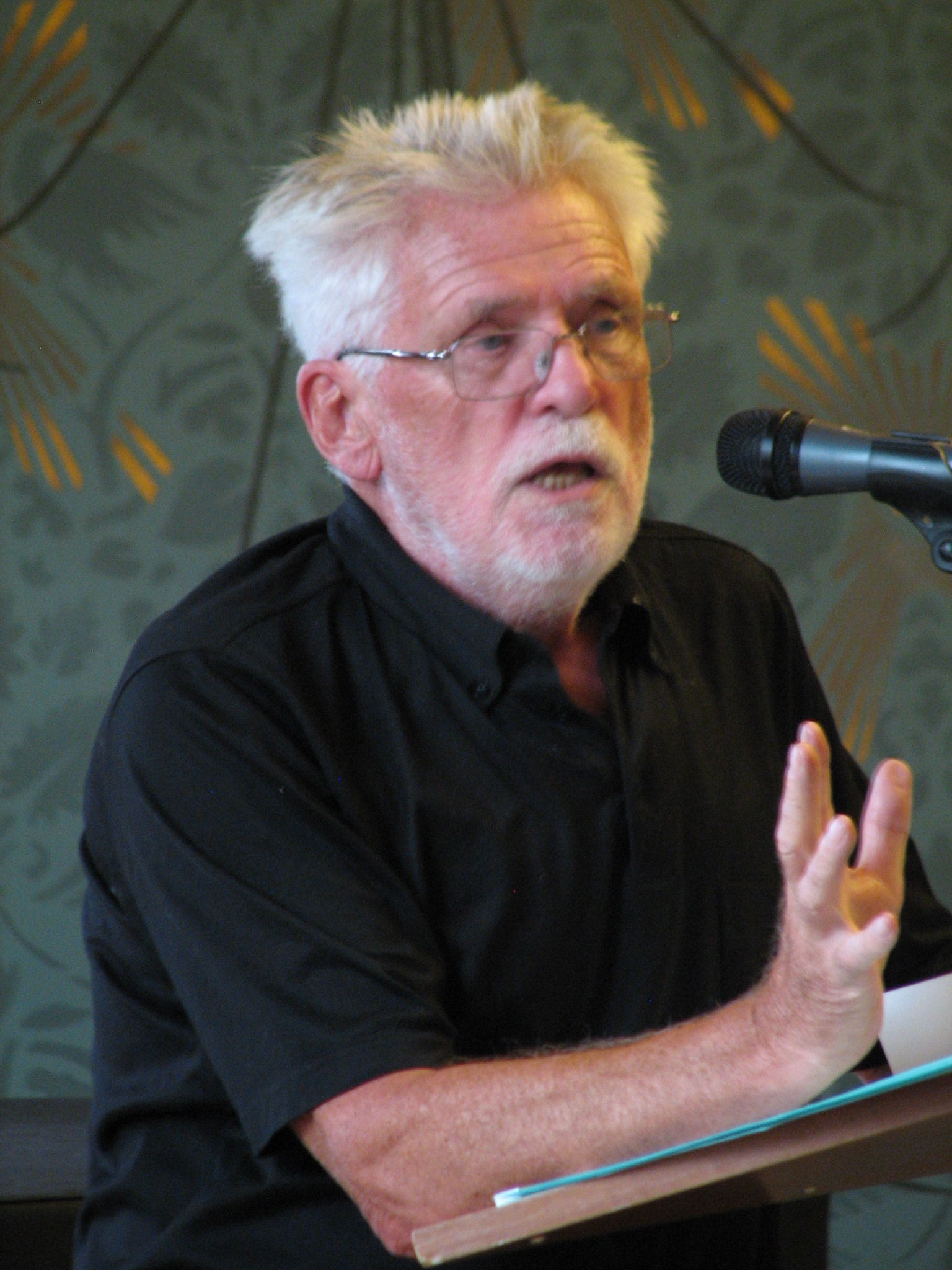
Klaus-Dieter Tschiche (Foto vom September 2018)

Klaus-Dieter Tschiche (* 1941 in Magdeburg) ist Vorstandsvorsitzender des Augustiner-Vereins e.V. und der Augustiner-Stiftung in Grimma. Zuvor lenkte der Pädagoge als Schulleiter mehr als 14 Jahre die Geschicke des Gymnasiums St. Augustin in Grimma. Damit war er der 30. Rektor dieser traditionsreichen Bildungsstätte. Als SPD-Mitglied war er viele Jahre bis Mai 2019 kommunalpolitisch im Stadtrat von Grimma aktiv.

## Schule und Studium
Nach dem Besuch der Dorfschule im Heimatort Kossa in der Dübener Heide kam Tschiche im Jahr 1955 nach Grimma an das heutige Gymnasium St. Augustin Grimma, wo er das 1959 Abitur ablegte. Anschließend studierte er in Leipzig Pädagogik.

## Lehrer und Schulleiter
Nach Studienende im Jahr 1963 kehrte Tschiche an seine einstige Schule in Grimma als Lehrer für Mathematik und Physik zurück. 1971 wechselte er an die Erste Oberschule Grimma, bevor er 1991 als Schulleiter an das Gymnasium St. Augustin zurückkehrte. Dort war er bis zur Altersgrenze tätig.
Als Klaus-Dieter Tschiche im Jahr 1991 als Schulleiter antrat, stand diese am Scheideweg: Nach knapp 400 Jahren Fürsten- und Landesschule und rund 40 Jahren sozialistischer Erweiterter Oberschule musste ihr Platz in der Schullandschaft neu bestimmt werden. „Es kommt nicht auf die Restaurierung nostalgischer Traditionsformen an, sondern auf die Nutzbarmachung des Modells der Fürsten- und Landesschule für unsere heutige Zeit“ – so Tschiche. Unterstützung kam dabei vom Verein ehemaliger Fürstenschüler.
Tschiches Engagement zeigte sich bei den Vorbereitungen des 450. Stiftungsfestes für das Gymnasium St. Augustin im Jahr 2000, zu denen zusätzliche Aufgaben gehörten wie Bauarbeiten am historischen Schulgebäude, die Fertigstellung des Restaurierung des Kreuzgangs, die Neueinweihung der Standbilder von König Albert und von Kurfürst Moritz, die Herausgabe des Schulgeschichte-Jubiläumsbuches, die Eröffnung der Schulbibliothek, die Begleitung der gymnasialen Großunternehmen Theater, Chor und Augustiner Blätter sowie die Sicherung der Existenz des seit 1550 zur Schule gehörenden Internats.
Es folgten zahlreiche weitere Herausforderungen, so aufgrund der Hochwasser-Verwüstungen vom 13. August 2002 auf dem Schulgelände und verschiedene Probleme während der verordneten Fusion der beiden Gymnasien in Grimma bis 2006.

## Ehrenamtliches Engagement

### SPD
Tschiche ist seit 1. November 1997 Mitglied der SPD und im kommunalen Bereich aktiv: Von 2008 bis 2010 war er SPD-Vorsitzender des Kreises Leipzig; im Jahr 2012 war er als Vorsitzender der Schiedskommission der SPD des Kreises Leipzig tätig. Im Mai 2019 endete seine kommunalpolitische Tätigkeit – er scheiterte mit dem Versuch der erneuten Wiederwahl in Grimmas Stadtrat.

### Weitere Aufgaben
Klaus-Dieter Tschiche hatte zahlreiche Ehrenämter inne: 1990–2019 Stadtrat in Grimma (das Ergebnis der Kommunalwahl im Mai 2019 beendete seine Tätigkeit im Stadtrat von Grimma), Mitglied des Ältestenrates der Stadt Grimma, Vorstandsvorsitzender des Augustiner-Vereins e.V. Grimma, Vorsitzender der Augustiner-Stiftung Grimma sowie Kurator der Melanchthon-Stiftung Grimma.

## Ehrungen

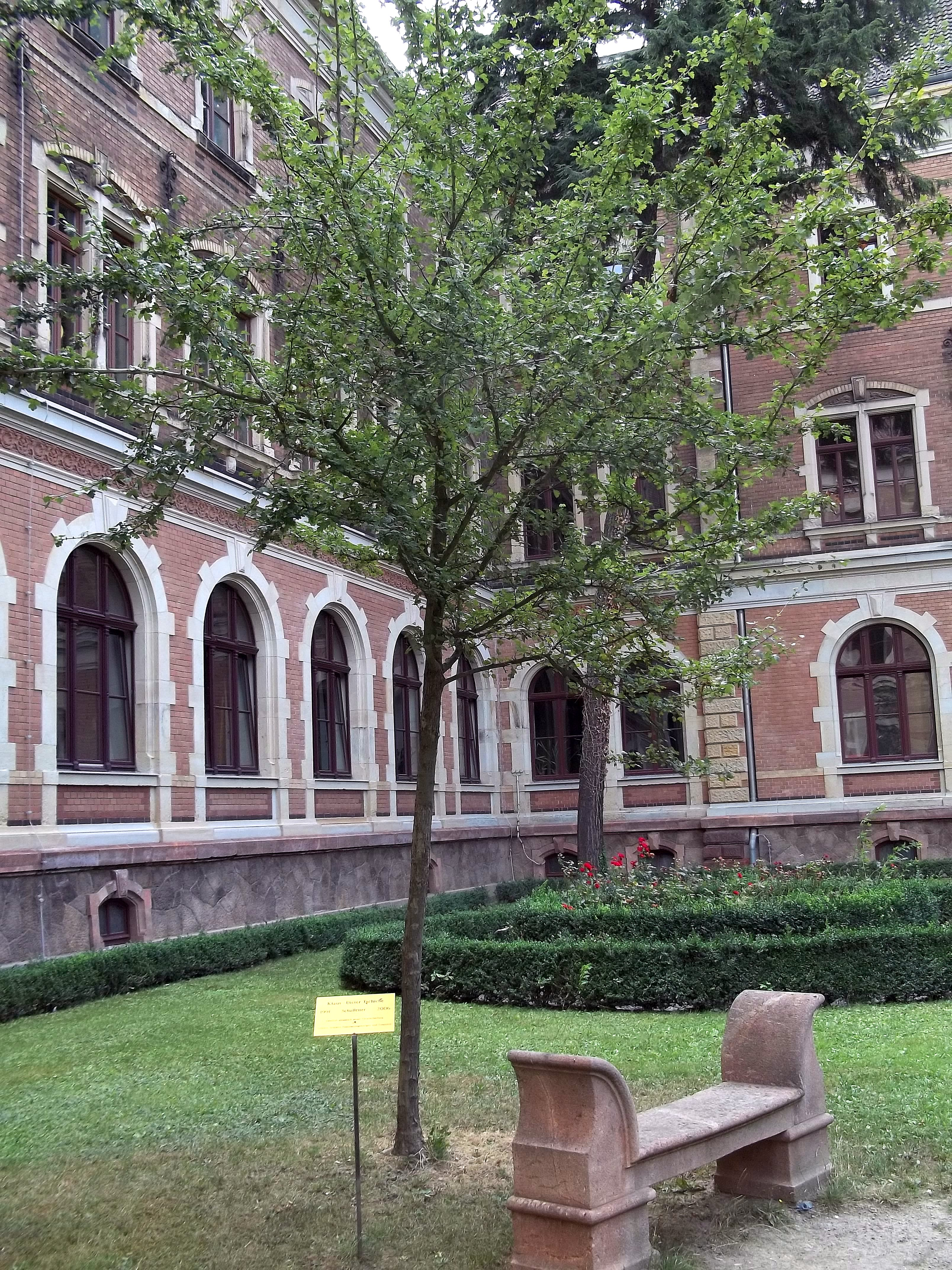
Baum und Bank im Innenhof des Gymnasiums St. Augustin zu Grimma, 2006 gestiftet als Dankeschön für Klaus-Dieter Tschiche

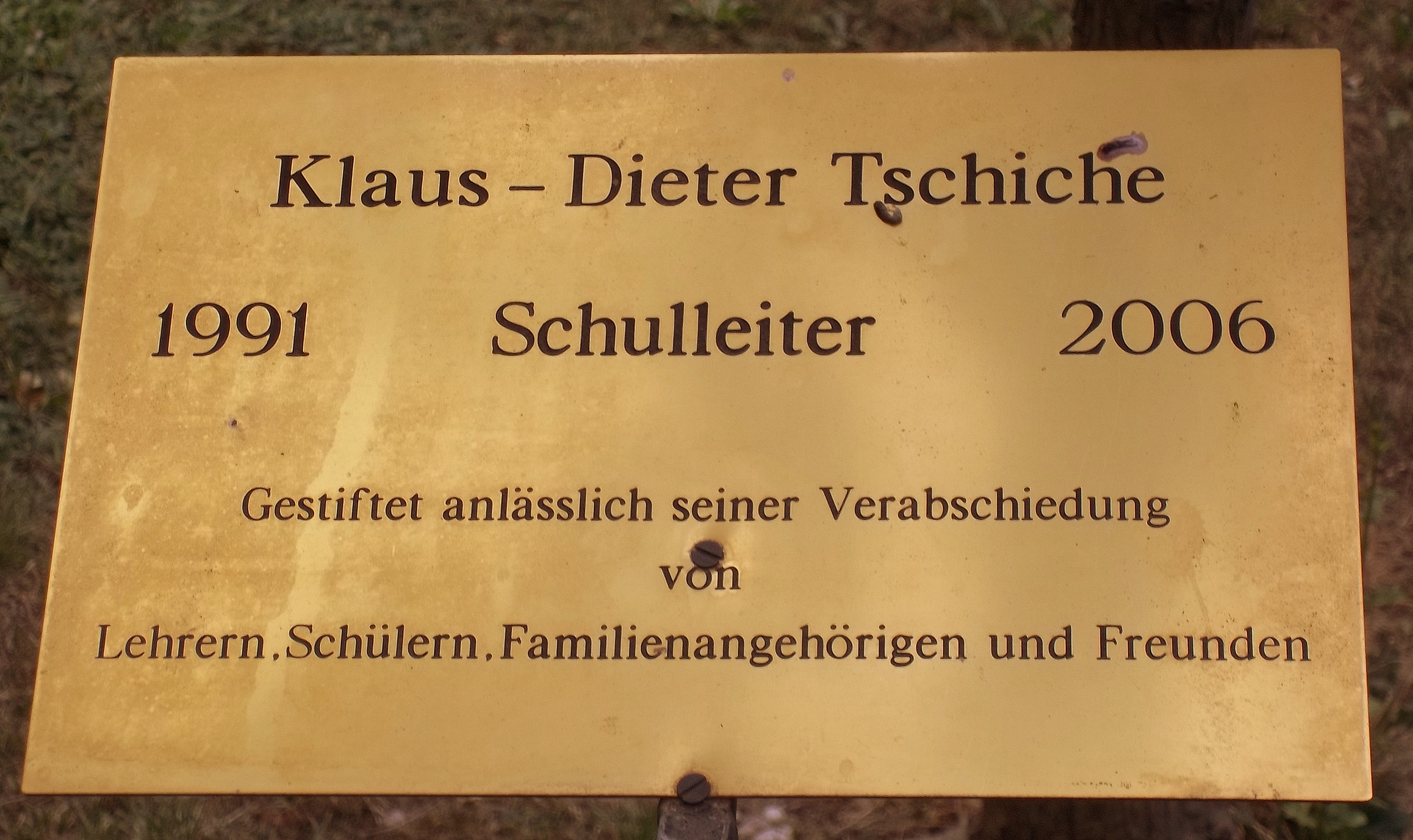
Die Tafel zu Baum und Bank im Innenhof des Gymnasiums St. Augustin zu Grimma (2006)

- 2003 wurde Tschiche mit einem Eintrag in das Goldene Buch der Stadt Grimma geehrt.
- 2006 wurde ihm eine besondere Ehre zuteil: Anlässlich seines Abschieds aus dem Schuldienst pflanzten die Schüler- und die Lehrerschaft als Dankeschön im Innenhof des Gymnasiums einen Baum und stellten eine Bank auf – eine Tafel erinnert an Tschiches Wirken für das Gymnasium.
- Am 12. August 2019 ehrte die SPD Klaus-Dieter Tschiche für sein langjähriges Partei-Engagement mit ihrer höchsten Auszeichnung, der Willy-Brandt-Medaille.[4]

## Privatleben und Familie
Klaus-Dieter Tschiche ist verheiratet; die Eheleute haben vier Kinder und acht Enkelkinder und wohnen in Grimma.
Sein älterer Bruder war Hans-Jochen Tschiche, den Klaus Tschiche im Jahr 2016 als Vorbild benennt – „bei all seinen Schwächen und Stärken, die er  hatte“.

## Veröffentlichungen
- Haig Latchinian: Ein Leben für St. Augustin – Lehrer Tschiche brennt für seine Schule. Porträt in der Leipziger Volkszeitung, Ausgabe Muldental, 12. September 2015, Seite 31